# Gravina in Puglia

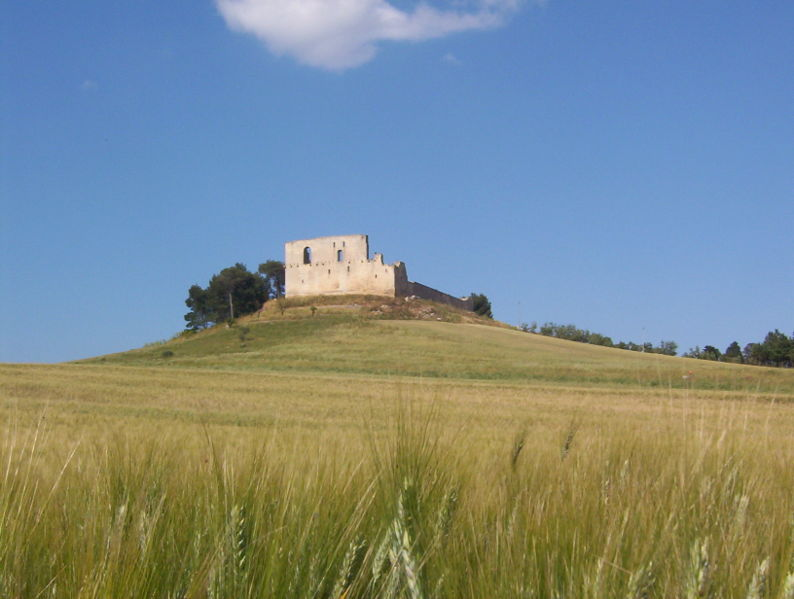
Castell de Frederic II a Gravina

Gravina in Puglia és un municipi italià, situat a la regió de la Pulla i a la Ciutat metropolitana de Bari. L'any 2005 tenia 43.671 habitants.